# Tarachodes pujoli
Tarachodes pujoli är en bönsyrseart som beskrevs av Roger Roy 2002. Tarachodes pujoli ingår i släktet Tarachodes och familjen Tarachodidae. Inga underarter finns listade i Catalogue of Life.